# Europäische Kulturstiftung
Die Europäische Kulturstiftung (European Cultural Foundation, abgekürzt ECF) ist eine unabhängige Stiftung mit Sitz in Amsterdam. Sie wurde 1954 in Genf gegründet und fördert im gesamteuropäischen Kontext Projekte im Bereich Kunst und Kultur, die zum Ziel haben, die offene und demokratische Zukunft Europas zu erhalten.
Inhaltlicher Schwerpunkt der ECF ist von 2017 bis 2020 das Thema “Connected Action for Europe: Culture for Change”. Gemeinsam mit seinen Partnern bearbeitet die Stiftung unter diesem Schwerpunkt aktuelle Themen, u. a. wie die Gesellschaft mit der Migration von Flüchtlingen und Angriffen von radikalen Gruppen umgeht, und wie Kunst und Kultur zur Diskussion beitragen können.

## Organisation
Bisherige Stiftungsleiterin war Katherine Watson (Direktorin). Nach zwölf Jahren bei der Stiftung wird Watson zum 1. Januar 2019 in Rente gehen. Am 15. November 2018 hat André Wilkens die Leitung der Stiftung übernommen. Wilkens hat viele Jahre im privaten und öffentlichen Sektor in Europa gearbeitet, u. a. für das Open Society Institute sowie die Mercator Stiftung. Präsidentin ist Prinzessin Laurentien der Niederlande, Schwiegertochter von Prinzessin Beatrix.
Gegründet wurde die Stiftung 1954 in Genf durch den Schweizer Philosophen Denis de Rougemont. Robert Schuman, einer der wichtigsten Architekten der Europäischen Wirtschaftsunion, war ihr erster Präsident.
Die ECF ist als gemeinnützige Organisation eingetragen und erhält einen Großteil ihrer Mittel von zwei niederländischen Lotterien, BankGiro Loterij und De Lotto, was sie wiederum ihrer Partnerorganisation Prinz-Bernhard-Kulturstiftung (Prins Bernhard Cultuurfonds) zu verdanken hat, die als Verteiler der Gelder auftritt.

## Aktivitäten
Die Stiftung arbeitet für ein demokratisches Europa, das von und für seine Bürger geschaffen wurde. Die Interessensvertretung auf lokaler, nationaler und europäischer Ebene bildet hierbei das Fundament der Stiftungsarbeit. Kulturelle Projekte und Einzelpersonen werden mit Stipendien oder Reisekostenzuschüssen unterstützt.
Zu den bekanntesten Programmen der Stiftung gehören:
ECF Princess Margriet Award for Culture
2008 hat die Stiftung zu Ehren der ehemaligen Stiftungsvorsitzenden, Prinzessin Margriet von Oranien-Nassau, einen Preis ins Leben gerufen. Die Prinzessin der Niederlande hat verstanden wie wichtig Kultur zur Stärkung von Demokratie in Europa ist, und somit ehrt der Preis Einzelpersonen und Institutionen, deren Arbeit im Bereich Film, Kunst, Musik, Architektur u. a. neue Wege für Europa wagen. Der Preis ist mit 25.000 Euro dotiert und feiert 2018 sein 10-jähriges Bestehen. Unter den ehemaligen Preisträgern sind der britische Soziologe Stuart Hall, Museumsdirektor Charles Esche und Filmregisseur John Akomfrah. Die Preisträger 2018 sind Forensic Architecture und Borderland Foundation. Im Archiv der Kulturstiftung finden sich Publikationen, Videoaufzeichnungen und Informationen zu allen bisherigen Preisträgern.
Idea Camp
Das Idea Camp ist ein drei-tägiger Workshop für innovative Ideen zur Stärkung von Europa durch Kulturinitiativen, der jedes Jahr 50 Teilnehmer (“Idea Makers”) zusammenbringt. Das Idea Camp findet in wechselnden europäischen Städten statt: 2014 trafen Teilnehmer sich in Marseille, Frankreich; 2015 in Botkyrka, Schweden; 2017 in Madrid, Spanien. Im Anschluss an das Idea Camp können Teilnehmer sich mit ihrem Konzept für Fördergelder in Höhe von bis zu 10.000 Euro bewerben – unter den Bewerben erhalten 25 eine Förderung.
STEP (Supporting Travel for Engaged Partnership)
Das STEP Program bietet Reisekostenzuschüsse für Künstler und Kulturarbeiter, die mit ihren Projekten in Europa für Zusammenhalt, Partizipation und Gleichberechtigung arbeiten. Das Programm, das von der Compagnie di San Paolo unterstützt wird, nimmt das ganze Jahr über Anträge an und hat seit 2003 bereits 2.300 Reisen in 59 Länder ermöglicht.
Tandem Cultural Collaboration Programmeem
Das TANDEM Projekt wurde 2011 gemeinsam von der Europäischen Kulturstiftung und MitOst e. V. Berlin gestartet. Das Projekt hat bis heute über 320 Kulturmanager aus ungefähr 35 europäischen Ländern unterstützt. TANDEM fördert Kulturmanager in ganz Europa bei gemeinsamen Projekten zu den Themen Kultur und Zivilgesellschaft. Während der einjährigen Zusammenarbeit treffen sich Teilnehmer zum gemeinsamen Austausch. Zum Projektende bereiten Teilnehmer eine Präsentation vor und haben die Möglichkeit, sich dem europaweiten Tandem Netzwerk anzuschließen.
Auch im Online-Bereich ist die Stiftung aktiv. Ihre verschiedenen Portale ermöglichen Informationsaustausch und Zusammenarbeit innerhalb des kulturellen Sektors.